# Atenisme
L'atenisme o atonisme és la religió basada en la veneració d'Aten (el disc solar) com a déu únic, promoguda per Akhenaton al segle xiv, a l'antic Egipte. Popularment se la coneix com l'heretgia d'Amarna o l'heretgia d'Aton, pel seu caràcter d'oposició a les tradicions religioses i litúrgiques de l'època i perquè el centre d'aquest culte a Aton va ser Aketaton (Amarna). La reforma va suposar la introducció del monoteisme en una societat politeista i l'establiment d'un estat confessional per primer lloc a la història, però l'arrelament de les antigues creences va fer que a la mort del faraó desaparegués el culte.

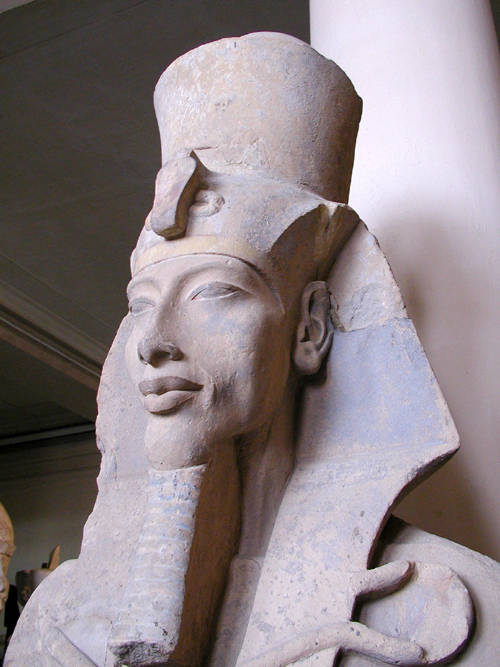
Estàtua d'Akenaton al Museu d'Antiguitats Egípcies

Els precedents es poden trobar en Amenhotep III, qui va escollir Aten com a déu patró, seguint el costum. Però en cap moment es va plantejar prohibir el culte a altres déus o proclamar-lo l'únic existent, com sí que va fer el seu successor.
Akhenaton va fundar una nova capital, Aketaton (l'Horitzó d'Aton), a l'actual Amarna, per a poder allunyar-se de la influència de la casta sacerdotal, predominant la d'Amon a Karnak (Tebes), defensora de diverses divinitats i va forçar la noblesa a adoptar la nova religió. Entre el poble va repartir figures votives, prohibint la veneració d'altres déus, un decret potser simbòlic (no va haver-hi persecucions massives a la desobediència) però sí rellevant per ser el primer que legislava un afer privat com la creença, un precedent històric per a altres formes de teocràcia futures.
La identificació progressiva del monarca amb el déu, que el va portar a canviar de nom i a destruir els temples rivals, va influir en l'art egipci, que seguint les pautes oficials va començar a representar la família reial en posició d'adoració amb uns cànons realistes fins aleshores mai experimentats. També van aparèixer busts de Nefertiti, la seva gran esposa reial, qui va esdevenir una icona de bellesa.
Malgrat la curta durada de l'atenisme, la seva influència en concepcions posteriors del monoteisme, com l'hebrea, fa que aquesta religió ocupi un lloc destacat en la història.